# Umarete wa mita keredo
Umarete wa mita keredo (大人の見る絵本　生れてはみたけれど,, Otona no miru ehon - Umarete wa mita keredo, lit. "Um livro ilustrado para adultos - embora eu tenha nascido...") (Brasil: Meninos de Tóquio / Portugal: Nasci, Mas...) é um filme mudo produzido no Japão, dirigido por Yasujiro Ozu e lançado em 1932. Foi o primeiro de filme de Ozu a ganhar o Prêmio Kinema Junpo de Melhor Filme do Ano.
A história do filme gira em torno de dois jovens irmãos cuja fé no pai, um funcionário de escritório, é abalada por ele venerar a figura de seu chefe.

## Sinopse
A família Yoshi acaba de se mudar para um subúrbio em Tóquio. Perto de onde mora o pais do meninos, Kennosuke, também se encontra nas proximidades seu chefe, Iwasaki. Os dois filhos pequenos de Kennosuke, Keiji e Ryoichi, deveriam estar indo para a escola, mas devido às ameaças de um grupo de valentões da vizinhança e da escola, eles decidem faltar às aulas. Depois que a professora fala com o pai, Keiji e Ryoichi não têm escolha a não ser ir para a escola. Eles tentam comer ovos de pardal para ficarem mais fortes e poderem se vingar dos meninos, mas um garoto que trabalha como entregador na região, Kozou, decide ajudá-los a ameaçar os valentões, e eles acabam virando os novos chefes da gangue.
Uma das crianças da vizinhança é Taro, cujo seu pai é o próprio Iwasaki. Os meninos discutem entre si quem tem o pai mais poderoso. Pouco tempo depois, eles visitam a casa de Taro, onde os funcionários do escritório se reuniram sob o comando de Iwasaki, que exibe alguns filmes caseiros para entreter todos na reunião. Os dois irmãos testemunham como o pai, que para eles é severo e a quem admiram muito, faz papel de palhaço diante dos colegas e do chefe.
Humilhados, eles vão para casa e decidem que, afinal, o pai não é uma pessoa tão importante. Eles acumulam uma enorme raiva e confrontam o pai, perguntando por que ele tem que ser tão submisso ao pai de Taro. Kennosuke responde que o pai de Taro é mais rico e ocupa uma posição mais elevada do que ele. Insatisfeitos com a resposta, os dois decidem fazer greve de fome. Ryoichi apanha do pai, mas depois que os filhos vão para a cama, o pai confidencia à esposa que não gostou de fazer o que fez. Ambos desejam um futuro melhor para seus filhos.
No dia seguinte, as crianças fazem greve de fome durante o café da manhã, mas desistem por não resistem a um prato de onigiri. Kennosuke se reconcilia com os filhos. As crianças dizem que gostariam de ser tenente-general e general respectivamente. No caminho para a escola, eles veem o pai de Taro em um carro e pedem que o patriarca vá cumprimentá-lo. Enquanto Kennosuke faz uma viagem de carro para o trabalho, os irmãos caminham para a escola com o colega, Taro, e o resto da turma.

## Elenco
- Tatsuo Saitō como Chichi (pai de Royichi e Keiji, marido de Haha)
- Tomio Aoki como Keiji (filho mais novo)
- Mitsuko Yoshikawa como Haha (mãe de Keiji e Ryoichi, esposa de Yoshi)
- Hideo Sugawara como Ryoichi (filho mais velho)
- Takeshi Sakamoto como Juuyaku (Iwasaki, executivo da empresa)
- Teruyo Hayami como Fujin (esposa de Iwasaki)
- Seiichi Kato como Kodomo (Taro)
- Shoichi Kofujita como Kozou (entregador)
- Seiji Nishimura como Sensei (professor)
- Zentaro Iijima, Shotaro Fujimatsu, Michio Sato, Kuniyasu Hayashi, Akio Nomura e Teruaki Ishiwatari como Asobi nakama (colegas de trabalho)

## Recepção
Umarete wa mita keredo tem uma classificação de 100% no Rotten Tomatoes com base em 23 avaliações, e uma média de 7,97/10 no site. Ele também tem uma pontuação de 91 de 100 no Metacritic. O crítico de cinema A. O. Scott escreveu sobre o filme: "Tudo neste filme é totalmente verossímil, tanto que às vezes parece quase anedótico, uma pequena e doce antologia de crianças fazendo as coisas mais terríveis. Que é mais - uma pequena obra-prima, perfeita em design e execução - quase nem é preciso dizer, mas a profundidade do filme e seu charme andam de mãos dadas." Em 2009, o filme foi classificado em 59º lugar na lista de os Maiores Filmes Japoneses de Todos os Tempos pela revista de cinema japonesa Kinema Junpo. Ficou em 183º lugar numa lista da Sight & Sound de 2012 sobre os melhores filmes já feitos, conforme avaliações de críticos.
O autor e crítico de cinema Stephen Amos afirmou: "Há uma escuridão sublinhada no filme, que reflete a dificuldade da época e a inevitabilidade da decepção - um tema que permeia grande parte do trabalho de Ozu."

## Mídia doméstica
Em 2011, o BFI lançou Bom Dia em DVD direcionado à Região 2 em Dual Format Edition (Blu-ray + DVD), incluindo Umarete wa mita keredo como bônus.
O filme também está disponível na The Criterion Collection, vendido numa coleção de outros DVDs do diretor intitulada "Silent Ozu: Three Family Comedies".
Em 2017, foram feitas remasterizações pela The Criterion Collection do filme Bom Dia em DVD e Blu-ray, onde também incluíram uma edição remasterizada de Umarete wa mita keredo com uma nova trilha sonora.

## Remake
Ozu fez seu outro filme, Bom Dia (1959), inspirado-se vagamente em Umarete wa mita keredo.